# کولونیال هایتس (تنسی)
کولونیال هایتس(به انگلیسی: Colonial Heights) شهری در ایالت تنسی کشور ایالات متحده آمریکا است که جمعیت آن در سرشماری سال ۲۰۱۰ میلادی، ۶٬۹۳۴ نفر بوده‌است.